# Iglesia de Santa Ana (Copenhague)
La Iglesia de Santa Ana (en danés: Sankt Annæ Kirke) es una iglesia católica de Sundby, en la isla de Amager, Copenhague, Dinamarca. Se encuentra justo al lado de Amagerbrogade, junto a Eberts Villaby . La iglesia está estrechamente asociada con la cercana escuela de Santa Ana.
La iglesia remonta su historia a 1897 , cuando una casa en Vej de Christian II en Eberts Villaby, que había sido recientemente completada por un promotor local, se empezó a usar como el primer lugar de culto católico en Amager en los tiempos modernos. Conocida como Capilla de Santa Ana (Sankt Annæ Kapel) , fue utilizada para el servicio de la iglesia los domingos y como escuela católica de lunes a viernes.
Cuando la Iglesia de Santa Ana se quedó pequeña para la creciente población de Amager, se decidió sustituirla por una más grande. El antiguo edificio fue demolido en 1935 y la primera piedra para su sustitución que fue diseñada por Sven Risom, fue colocada por el obispo Josef Brems el 19 de noviembre de 1936. La iglesia fue consagrada el 26 de marzo de 1938.